# Hiroshi Otsuki
Hiroshi Otsuki (大槻 紘士 Otsuki Hiroshi?, nacido el 23 de abril de 1980 en Kioto) es un exfutbolista japonés. Jugaba de centrocampista y su último club fue el Sagawa Printing Kyoto de Japón.

## Trayectoria

### Clubes
| Club                  | País  | Año         |
| --------------------- | ----- | ----------- |
| Kyoto Purple Sanga    | Japón | 1999 - 2003 |
| Sagawa Printing Kyoto | Japón | 2004 - 2014 |

## Palmarés

### Títulos nacionales
| Título             | Club               | País  | Año  |
| ------------------ | ------------------ | ----- | ---- |
| Copa del Emperador | Kyoto Purple Sanga | Japón | 2002 |